# SunNet
SunNet war ein GSM-Mobilfunknetz in Nordkorea. Hierbei handelte es sich um das erste des Landes.

## Unternehmensgeschichte

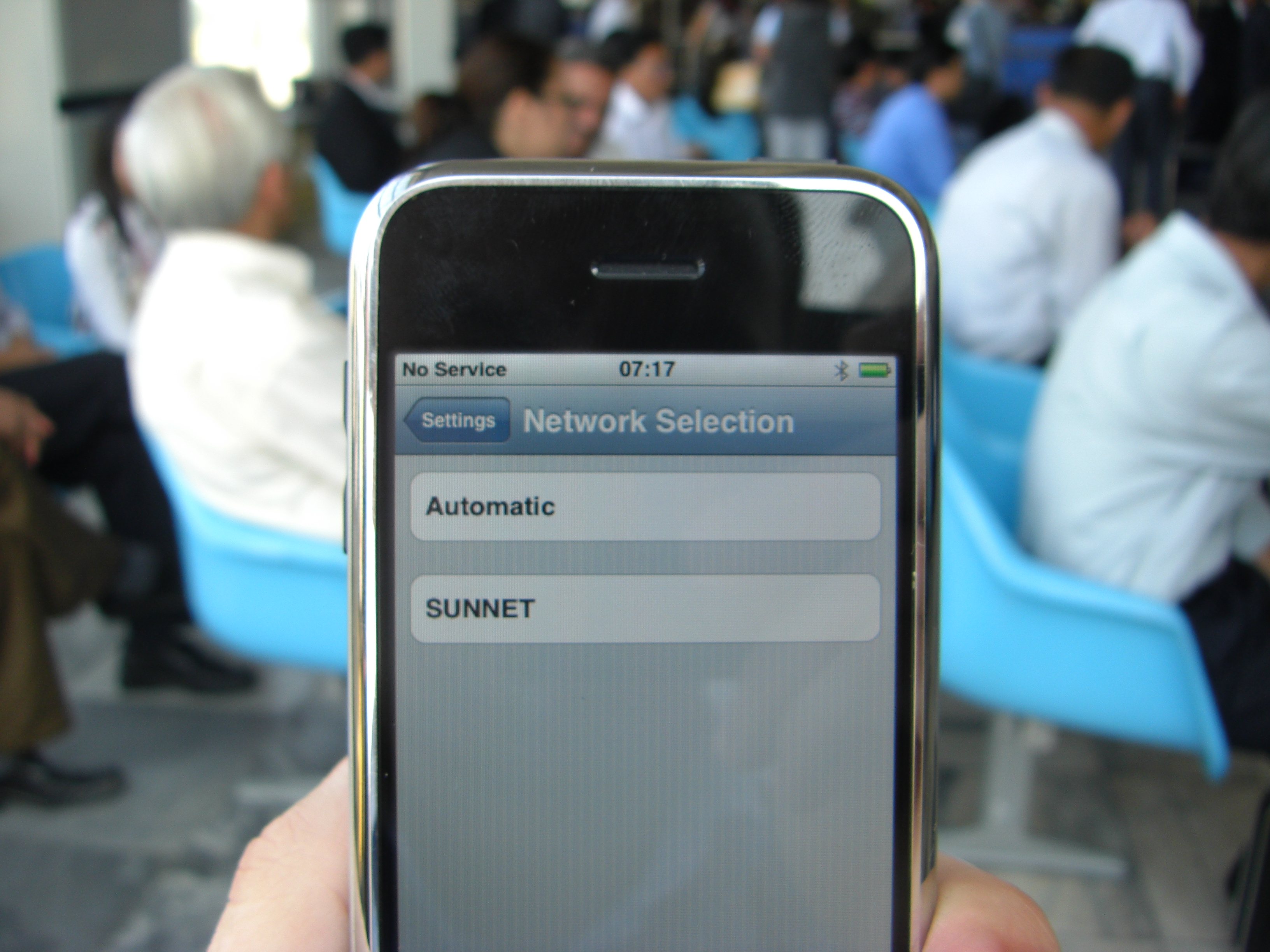
Das Netz SunNet auf einem iPhone (2008)

Erste Planungen für ein Handynetz begannen Ende der 1990er Jahre. Das Netz wurde von der thailändischen Firma Loxley PLC (Loxley Pacific Company Limited) 2002 versuchsweise in Betrieb genommen. 2004 wurden alle Handys wieder eingesammelt. Das Netz wurde Ende 2010 abgeschaltet sowie das Unternehmen zugunsten
Koryolink geschlossen.

## Empfang
Nachdem es anfänglich nur in Rasŏn und Kŭmgangsan zur Verfügung stand, war es ab 2003 auch in Pjöngjang in Betrieb.